# Le Bateleur
Pour les articles homonymes, voir Bateleur.
 (mai 2021).
Si vous disposez d'ouvrages ou d'articles de référence ou si vous connaissez des sites web de qualité traitant du thème abordé ici, merci de compléter l'article en donnant les références utiles à sa vérifiabilité et en les liant à la section « Notes et références ».

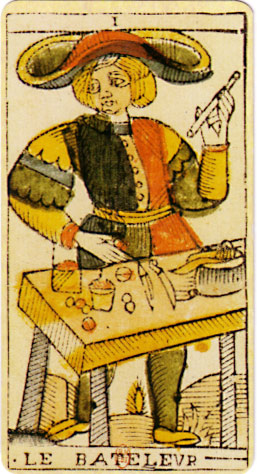
Le numéro 1, le Bateleur, du jeu de Jean Dodal (début XVIIIe siècle)

Le Bateleur est la première carte du tarot de Marseille. Elle suit peut-être la carte sans numéro Le Mat. Sa lame figure un jeune homme coiffé d'un large chapeau (en forme de lemniscate) se tenant debout devant une table sur laquelle sont disposés différents objets pour réaliser des tours de passe passe. 
Pour sa portée symbolique, et outre son usage divinatoire, la carte est notamment utilisée comme support pour s'initier à la méditation de l'ensemble du jeu.

## Symbolisme
La carte Bateleur est numérotée Un – le nombre des nouveaux débuts et opportunités – et est associée à la planète Mercure. Il se tient avec un bras tendu vers le haut en direction de l’Univers et l’autre vers la terre.
De multiples interprétations coexistent, et des sens riches et parfois contradictoires ont été dégagés pour cette carte comme pour le reste du tarot. Toutefois certaines idées sont communes aux principales manières de la « lire » (d'en faire l'herméneutique).
La principale idée est celle de l'unité. Cela tient à ce que la carte porte le numéro un, ce qui évoque une naissance symbolique. Ainsi, on insiste souvent sur le caractère enfantin du Bateleur. Par ailleurs, il est parfois associé à l'Aleph de la kabbale.
Accessoirement se dégage l'idée de l'apprentissage. Aspirant à l'infini, celui qui vient de naître doit maîtriser les outils qui lui permettent de s'améliorer. Le langage alchimique dit transmutation.
En dehors de ces deux idées, chaque détail a connu des vicissitudes d'interprétations.